# Champion (canção de Fall Out Boy)
"Champion" é uma canção da banda americana de rock Fall Out Boy, lançada em 22 de junho de 2017 nos Estados Unidos e em 23 de junho em todo o mundo através da Island Records e DCD2. Foi lançado como o segundo single de seu sétimo álbum de estúdio, Mania. Um visualizador foi lançado para a canção e logo em seguida um videoclipe em 28 de julho. Enquanto o single anterior da banda, "Young and Menace", foi considerado uma grande saída de seu som usual, "Champion" trouxe de volta alguns elementos familiares de seus álbuns mais recentes enquanto ainda estavam experimentando novas idéias. Foi escrito juntamente com a cantora e compositora Sia.
A banda tocou a canção pela primeira vez no Late Night with Seth Meyers em 26 de julho de 2017 para promover o álbum. Um remix da canção com o rapper sul-coreano RM foi lançado como single em 15 de dezembro de 2017.

## Visualizador e videoclipe
Um visualizador de "Champion" estreou nos canais oficiais da Vevo e do YouTube do Fall Out Boy. Apresenta Wentz e o rapper Post Malone em um armazém, juntamente com as lhamas que foram mostrados no videoclipe de "Young and Menace". A banda lançou-o como um vídeo interino, com planos para lançar o videoclipe oficial em uma data posterior.
O videoclipe oficial foi lançado em 28 de julho de 2017. O vídeo mostra pessoas perseguindo seus sonhos e experimentando o mundo através de fones de ouvido de realidade virtual. O ator e o rapper americano Jaden Smith terminam o vídeo destruindo o fone de ouvido com um bastão de beisebol. Uma nota escrita por Wentz foi postada na conta oficial do Twitter da banda, juntamente com um link para o vídeo: "Não consigo pensar em uma droga pior do que uma realidade falsa... Destruam a realidade falsa. Não se sente e deixe o tempo passar". O conceito de "realidade falsa" é representado pelos fones de ouvido VR, enquanto a última frase alude à letra da canção. O ator Josh Brener, Ashley Iaconetti e o ator Timothy Granaderos também fizeram aparições no clipe.

## Faixas e formatos
Todas as faixas escritas e compostas por Patrick Stump, Andy Hurley, Jesse Shatkin, Sia Furler, Joe Trohman, e Pete Wentz. 
| Download digital |            |         |  |
| N.º              | Título     | Duração |  |
| 1.               | "Champion" | 3:12    |  |

## Créditos e pessoal
Fall Out Boy
- Patrick Stump – vocais, guitarra, teclado, programação, composição
- Pete Wentz – baixo, composição, vocais de apoio, produção
- Joe Trohman – guitarra principal, vocais de apoio, teclado, composição, produção
- Andy Hurley – bateria, percussão, composição, produção

Créditos adicionais
- Jesse Shatkin – programação, teclado
- Mark "Spike" Stent – mixagem
- Suzy Shinn – assistente de gravação
- Jay Ruston – assistente de gravação
- Sam Dent – engenharia
- Sia Furler – composição

## Desempenho nas tabelas musicais
| Tabelas musicais (2017)                                 | Melhor posição |
| ------------------------------------------------------- | -------------- |
| Estados Unidos (Billboard Adult Top 40)                 | 39             |
| Estados Unidos (Billboard Alternative Airplay)          | 18             |
| Estados Unidos (Billboard Hot Rock & Alternative Songs) | 10             |
| Hungria (Single Top 40)                                 | 30             |